# Selaginella hemicardia
Selaginella hemicardia är en mosslummerväxtart som beskrevs av Valdespino. Selaginella hemicardia ingår i släktet mosslumrar, och familjen mosslummerväxter. Inga underarter finns listade i Catalogue of Life.